# Comuna Bălești, Gorj
Bălești este o comună în județul Gorj, Oltenia, România, formată din satele Bălești (reședința), Ceauru, Cornești, Găvănești, Rasova, Stolojani, Tălpășești, Tămășești și Voinigești.

## Așezare
Comuna se află la sud de municipiul Târgu Jiu, reședința județului, și este legată de municipiu și de orașul Motru, prin DN67. Se învecinează la est, cu municipiul Târgu Jiu, în nord cu comunele Arcani și Lelești, în vest cu comunele Peștișani și Telești, iar în sud cu orașul Rovinari, precum și cu comuna Drăguțești.

## Demografie
Componența etnică a comunei Bălești
     Români (91,46%)
     Romi (1,81%)
     Alte etnii (0,08%)
     Necunoscută (6,65%)
Componența confesională a comunei Bălești
     Ortodocși (91,75%)
     Alte religii (0,92%)
     Necunoscută (7,33%)
Conform recensământului efectuat în 2021, populația comunei Bălești se ridică la 7.309 locuitori, în scădere față de recensământul anterior din 2011, când fuseseră înregistrați 7.404 locuitori. Majoritatea locuitorilor sunt români (91,46%), cu o minoritate de romi (1,81%), iar pentru 6,65% nu se cunoaște apartenența etnică. Din punct de vedere confesional, majoritatea locuitorilor sunt ortodocși (91,75%), iar pentru 7,33% nu se cunoaște apartenența confesională.

## Istorie
La sfârșitul secolului al XIX-lea, comuna făcea parte din plasa Ocolu a județului Gorj și era alcătuită din satele Bălești și Rasova, cu o populație de 1446 de locuitori. În comună funcționa o școală mixtă frecventată de 42 de elevi (dintre care o singură fată) și șapte biserici (șase din lemn, și una de zid). La acea vreme, pe teritoriul actual al comunei, în aceiași plasă, funcționau comunele Ceauru, Cornești, iar în plasa Vulcan din același județ, funcționa comuna Stolojani. Comuna Ceauru era alcătuită din satele Ceauru și Tămășești, având o populație de 1228 de locuitori. În comună funcționa o școală mixtă frecventată de 45 de elevi și două biserici. Comuna Cornești era alcătuită din satele Cornești, Copăceni și Găvănești, cu o populație de 1310 de locuitori. În comună funcționa o școală mixtă frecventată de 26 de elevi și patru biserici. Comuna Stolojani era alcătuită doar din satul de reședință cu același nume, având o populație de 710 de locuitori. În comună funcționa o școală mixtă și trei biserici.
În 1925, satul Rasova este desființat, iar satul Stolojani a fost transferat comunei Stroiești. Conform Anuarului Socec, comuna Bălești făcea parte din aceiași plasă, în timp ce comunele Ceauru și Cornești sunt consemnate în plasa Brădiceni din același județ. Comuna Bălești avea o populație de 1810 de locuitori (în satele Bălești și Voinigești). Comuna Ceauru avea o populație de 1884 de locuitori (în satele Ceauru, Tămășești și în cătunul Unicioara), iar comuna Cornești avea o populație de 1281 de locuitori (în satele Cornești, Copăceni, Găvănești, Tălpășești și în cătunul Coasta).
În anul 1931, se reînființează satul Rasova, pe teritoriul comunei Bălești. După regruparea comunelor rurale din același an, comuna Bălești este consemnată cu satele Bălești, Rasova și Voinigești, comuna Ceauru este consemnată cu satele Ceauru, Tămășești și Unicioara, iar comuna Cornești este consemnată cu satele Cornești, Balava, Găvănești și Tălpășești.
În anul 1950, comunele au fost arondate raionului Târgu Jiu a regiunii Gorj, raion care doi ani mai târziu a fost arondat regiunii Craiova, și apoi (după 1960), regiunii Oltenia.
În anul 1968, comuna a trecut la județul Gorj, în actuala formă, și devine comună suburbană a municipiului Târgu Jiu. Tot atunci, comunele Ceauru și Cornești au fost desființate și incluse în comuna Bălești. Satul Balava a fost desființat și contopit cu satul Tălpășești, satul Unicioara a fost desființat și contopit cu satul Tămășești, iar satul Bălăcești (care a fost alipit între timp), a fost desființat și contopit cu satul Bălești. Comuna primește și satul Stolojani, de la comuna Stroiești care a fost desființată și inclusă în comuna Arcani. În anul 1989, s-a renunțat la conceptul de comună suburbană iar comuna Bălești a fost subordonată direct județului Gorj.

## Monumente istorice

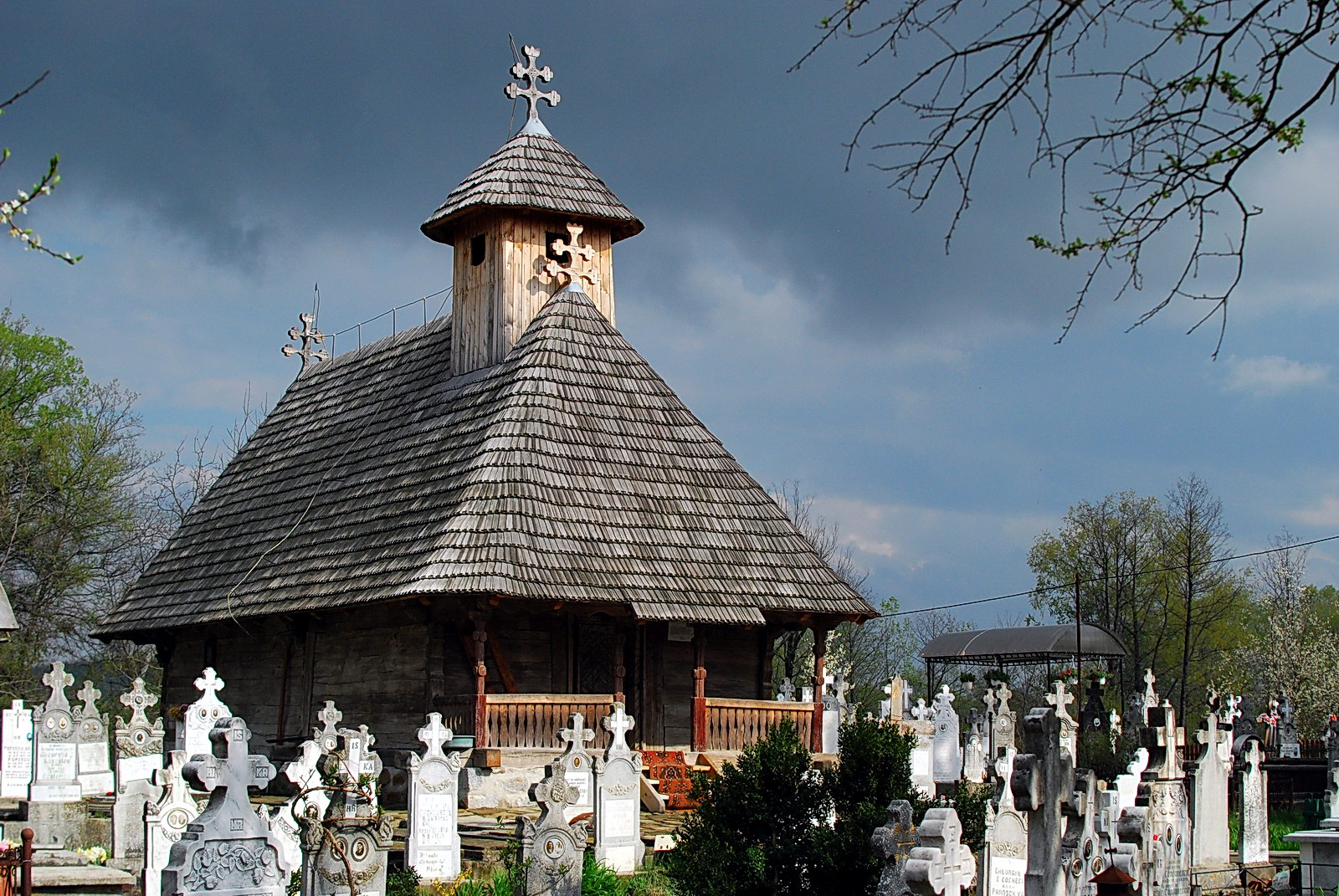
Biserica de lemn din satul Stolojani, una dintre monumentele istorice de interes local din comuna Bălești

Patru monumente istorice din comuna Bălești se regăsesc în lista monumentelor istorice din județul Gorj. Prima este biserica de lemn din satul Ceauru care poartă hramul "Sfințiilor Arhangheli", care datează din anul 1672. A doua este biserica de lemn din satul Cornești, care datează din anul 1846. A treia este biserica de lemn din satul Rasova, ce poartă hramul "Adormirii Maicii Domnului", care datează din anul 1834, iar ultima este biserica de lemn din satul Stolojani, ce datează din anul 1818.
Biserica de lemn “Sfinții Arhangheli” (1679) este considerată una dintre cele mai interesante edificii de acest tip din Oltenia. Picturile sunt de la 1679, respectiv 1736.

## Politică și administrație
Comuna Bălești este administrată de un primar și un consiliu local compus din 15 consilieri. Primarul, Mădălin-Ion Ungureanu[*], de la Partidul Social Democrat, este în funcție din 2016. Începând cu alegerile locale din 2024, consiliul local are următoarea componență pe partide politice:
|  | Partid                          | Consilieri | Componența Consiliului | Componența Consiliului | Componența Consiliului | Componența Consiliului | Componența Consiliului | Componența Consiliului | Componența Consiliului | Componența Consiliului | Componența Consiliului | Componența Consiliului |
|  | ------------------------------- | ---------- | ---------------------- | ---------------------- | ---------------------- | ---------------------- | ---------------------- | ---------------------- | ---------------------- | ---------------------- | ---------------------- | ---------------------- |
|  | Partidul Social Democrat        | 10         |                        |                        |                        |                        |                        |                        |                        |                        |                        |                        |
|  | Alianța Dreapta Unită           | 2          |                        |                        |                        |                        |                        |                        |                        |                        |                        |                        |
|  | Partidul Național Liberal       | 2          |                        |                        |                        |                        |                        |                        |                        |                        |                        |                        |
|  | Alianța pentru Unirea Românilor | 1          |                        |                        |                        |                        |                        |                        |                        |                        |                        |                        |

## Personalități
- Nicolae Militaru (1925 - 1996), general de armată, primul ministru al Apărării după Revoluția română din 1989.
- Ion Tiotioi (2 noiembrie 1933), matematician român

## Vezi și
- Biserica de lemn din Ceauru
- Biserica de lemn din Cornești, Gorj
- Biserica de lemn din Cornești-Copăceni, Gorj
- Biserica de lemn din Rasova
- Biserica de lemn din Stolojani
- Biserica de lemn din Stolojani-Iovan
- Biserica de lemn din Tălpășești